# Always Remember Us This Way
Az Always Remember Us This Way egy dal a 2018-as Csillag születik című filmből és annak filmzenei albumáról, amelyet az egyik főszereplő, Lady Gaga ad elő. A soundtrack második kislemezeként jelent meg Olaszországban és Franciaországban 2019 januárjában. A dalt Lady Gaga, Natalie Hemby, Hillary Lindsey és Lori McKenna szerezték, a produceri munkát pedig Gaga Dave Cobb-bal végezte.
A dal pozitív kritikusi fogadtatásban részesült, és számos országban a slágerlisták első tíz helyezettje közé tudott kerülni, köztük Magyarországon, Belgiumban, Írországban, Skóciában, Svájcban, Svédországban és Szlovákiában is. Emellett a sikerlistákon az első húszba jutott Ausztráliában, Észtországban, Malajziában, Új-Zélandon, Norvégiában és a cseh digitális kislemezlistán is.
Az Always Remember Us This Way a 62. Grammy-díjátadón Az év dala kategóriában kapott jelölést, ami a második jelölés az albumról ebben a kategóriában az egy évvel korábbi Shallow után. Gaga a dalt 2022-es stadionturnéja, a The Chromatica Ball során előadta élőben.

## Háttér és megjelenés
Az Always Remember Us This Way-t Lady Gaga, Natalie Hemby, Hillary Lindsey és Lori McKenna szerezték, a produceri munkában pedig Dave Cobb és Gaga vettek részt. Hemby, Lindsey és McKenna háttérvokált is biztosítottak a dalhoz. Bradley Cooper miután meghallgatta korábbi munkáit, felkereste Cobbot a filmzenei album hangzásának megalkotásához. Cobb Los Angelesbe repült, hogy találkozzon Gagával és Cooperrel, és együtt szerezzenek dalokat. Lejátszotta a Maybe It’s Time című számot (amit Jason Isbell énekes-dalszerző írt meg), amivel lenyűgözte Gagát és Coopert, és sikerült megalapoznia a filmzene stílusát. Felkeresték Hemby-t, Lindsey-t és McKennát, hogy utazzanak Los Angelesbe, és kezdjék el a számok elkészítését.
2018. november 24-én az Always Remember Us This Way megjelent a filmzenei album második kislemezeként az Egyesült Királyságban az Insterscope Records kiadónál. A BBC Radio 2 játszási listáján az A-listás dalok közt került feltüntetésre. Ezt megelőzően egy videóklip is megjelent a dalhoz, amiben a film azon jelenetei láthatóak túlnyomórészt, amikor Gaga karaktere, Ally előadja a dalt miután Jackson (Bradley Cooper karaktere) a színpadra invitálja, és azt súgja neki „Szeretlek, mindig így emlékezz kettőnkre”. Egy vertikális alakú verzió is megjelent a klipből a Spotify-on. Brooke Bajgrowicz a Billboard-tól azt írta, hogy a videóban az látható, ahogy Ally és Jackson „egymásba szeretnek”, illetve láthatóak jelenetek, ahogy a pár együtt motorozik, csókolóznak egy parkolóban és együtt lépnek fel. A klip azzal végződik, ahogy a tömeg Ally nevét kántálja, Jackson pedig odamegy hozzá, hogy megölelje.

## Felvételek és kompozíció

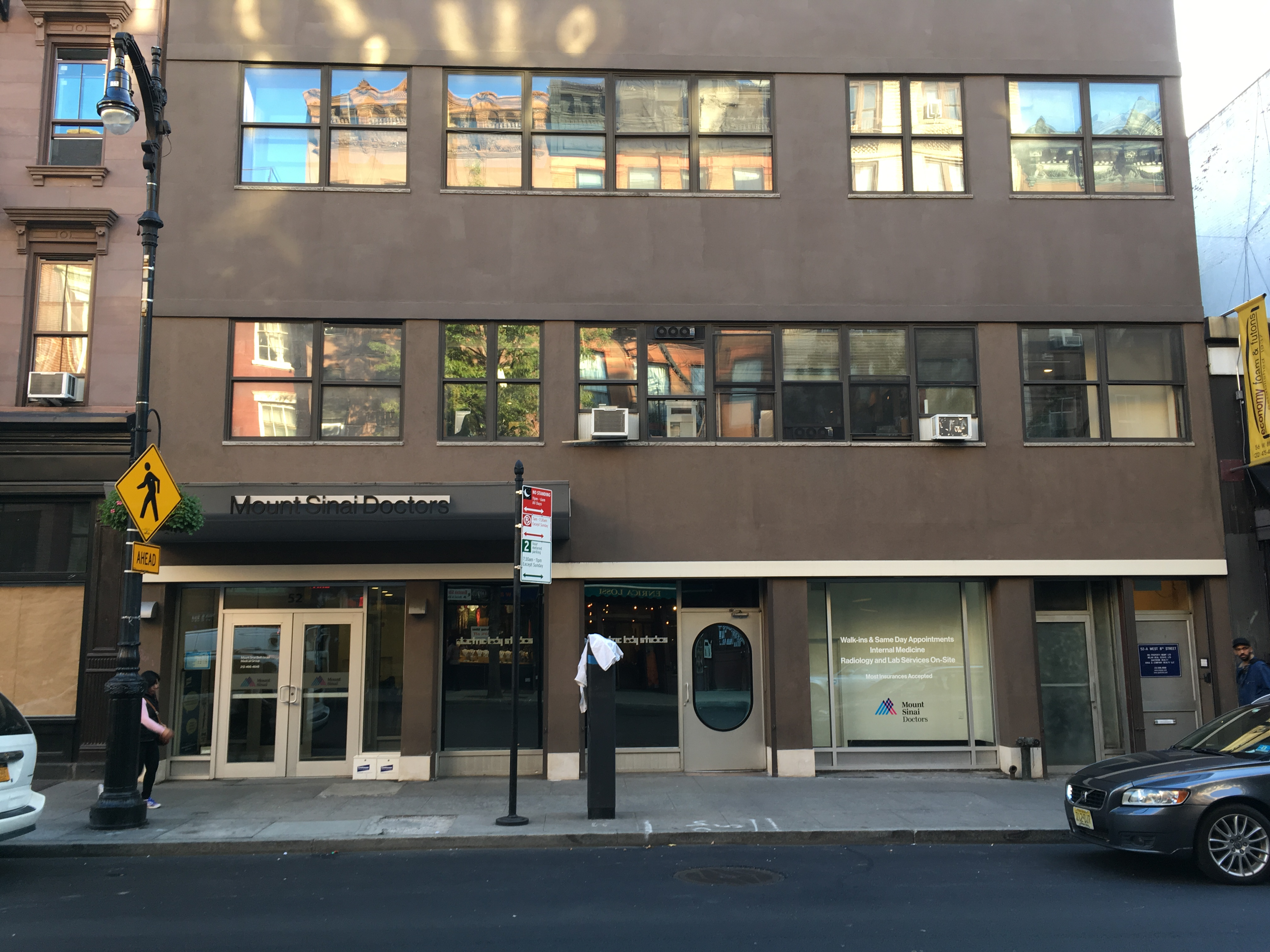
A dalt a New York-i Electric Lady stúdióban keverték

Mikor megírták az Always Remember Us This Way-t, még a helyszínen rögtön fel is vették Lady Gaga előadásában a dalszerzők háttérvokáljával. Cobb úgy vélte, hogy „Színtiszta varázslat volt amikor ez történt, és ez hallható a filmben is — az energia és az izgalom, ami jelen volt. Csodálatos egy ilyen hangot hallani a fejhallgatón keresztül.” Lindsey, aki korábban Gaga Joanne című ötödik stúdióalbumán már dolgozott Gagával, visszaemlékezése során elmondta, hogy az énekesnő teljes mértékben Ally karakterébe helyezte magát, akit a filmben alakított. „Átélte a fájdalmat és a szenvedést, ahogy Ally elvesztette élete szerelmét. Mindannyian egyszerűen meg akartuk ölelni. Annyira össze volt törve, és rengeteg nyers fájdalmat érzett”, tette hozzá Lindsey. McKenna a dalszerzést egy erőteljes pillanatnak írta le, mivel a dalszöveg hatására mindannyiuknak könnybe lábadt a szeme, és mind úgy vélték, hogy ha a Maybe It’s Time volt Cooper karakterének, Jacksonnak a dala, akkor az Always Remember Us This Way volt Ally-é.
Cobb szerint varázslatos volt, mikor „Gaga belépett a mikrofonállvány fülkéjébe, a dalszerzők pedig az irányítószobában voltak. A zenekarral együtt zenéltem, és egyszerűen megtörtént. A hangja akkora volt mint a ház. Mindannyian libabőrösek lettünk. Ez nagyon ritkán fordul elő.” A dal műfaját tekintve egy zongorára írt country ballada, amely Gaga nyers, erőteljes vokáljával került felvételre. Miután az első verze alatt csak zongora hallható, a második verzénél belép a gitár és a dob is, Gaga hangja pedig folyamatosan építkezik a végső refrénhez, amelyben azt énekli: „When the sun goes down/ And the band won't play/ I'll always remember us this way” (Mikor lemegy a nap/ És a zenekar már nem játszik /Én mindig így fogok emlékezni kettőnkre). A dal 4/4-es ütemben és A-molban íródott lassú, 65-ös percenkénti leütésszámmal. Akkordmenete Am–F–C–G–Am–F–C–G, Gaga hangterjedelme pedig G3-tól E5-ig terjed.

## A kritikusok értékelései
A dal megjelenésekor széleskörű kritikai elismerést kapott. Jon Pareles a The New York Times-tól úgy jellemezte, mint egy „visszafogottan heroikus”, Elton John ihlette „lélegzetelállító” dalt. Brittany Spanos a Rolling Stone-tól és Emily Yahr a The Washington Post-tól „kirobbanónak” és „kísértetiesnek” nevezte a dalt. Patrick Ryan, a USA Today munkatársa szerint a dal „a 2009-es Speechless és a 2013-as Dope mellett Gaga egyik legjobb balladája”. Natalie Walker a Vulture-tól úgy vélte, hogy „ez a dal igazán rávilágít arra, hogy Gaga milyen virtuóz vokális kaméleon”, és a szám egyes aspektusait Lorde Liability című dalához és Adele dalaihoz hasonlította. Maureen Lee Lenker, az Entertainment Weekly munkatársa az Always Remember Us This Way-t választotta a filmzene legjobb számának. Úgy vélte, hogy a dal „egy vers a maga nemében, magával ragadó és elegáns” a szövegével, miközben „Gaga erőteljes hangjának bemutatójaként is szolgál, ahogy a kezdő sorok suttogásától eljut a refrén hősies énekéig”.
Maeve McDermott a Chicago Sun-Times-tól azt írta, hogy az Always Remember Us This Way a filmzene „legizgalmasabb darabja”. Carl Wilson a Slate-től dicsérte Gaga teljesítményét a számban, úgy vélte, hogy „ez az a dal, amit a Joanne-on keresett”, és azt írta, hogy „mint egy rettenthetetlen énekes megsemmisít mindenkit, aki csak a húsruhára emlékszik, és körülbelül olyan közel hozza magát Streisand síkjához (bár nem Garlandéhoz, bocsánat), mint bármelyik jelenlegi popénekesnő tudna”. Jeremy Winogard a Slant Magazine-tól úgy vélte, hogy a dal „lehetővé teszi Gaga számára, hogy megmutassa a hangját”. A Pitchforknak írva Larry Fitzmaurice az Always Remember Us This Way-t az album legjobbjai közé sorolta, és „szemérmetlenül szentimentálisnak” nevezte. Joey Morona a The Plain Dealer-től azt írta: „Jelentős énekesi képessége és kontrollja ... teljes mértékben megmutatkozik a szívből jövő lassú dalban”. Adam White, a The Independent munkatársa úgy vélte, hogy „gyönyörű dallamai” miatt ez egy olyan dal, amelyhez „könnyű újra és újra visszatérni”.  A Daily Telegraph munkatársa, Neil McCormick az I’ll Never Love Again és az Always Remember Us This Way című dalokat választotta Gaga legjobb szóló számainak az albumról, mondván: „Lehet, hogy közhelyesek, szentimentálisak és régimódiak, de elég meggyőző erővel és vokális drámával rendelkeznek ahhoz, hogy azt sugallják, Lady Gagában megvan a sztárerő ahhoz, hogy bármelyik zenei korszakban szupernóva legyen”.

## Kereskedelmi fogadtatás
A soundtrack megjelenését követően az Always Remember Us This Way című dal a második helyen debütált az amerikai Digital Songs listán. A dal következésképp a 41. helyen debütált a Billboard Hot 100-as listáján, az album négy másik dalával együtt. Összesen kilenc hétig volt jelen a listán. 2019 februárjáig a szám 248 000 példányban kelt el az Egyesült Államokban, és 71 millió streamet gyűjtött össze. A szám a Canadian Hot 100-as listán a 32. helyen debütált, míg az ország Digital Songs listáján a második helyen szerepelt. Ausztráliában a dal az ARIA Singles Charton a 18. helyen szerepelt, és a következő héten a 12. helyet érte el. Az Ausztrál Hanglemezipari Szövetségtől (ARIA) az országban eladott több mint 490 000 darabos eladásáért hétszeres platina minősítést kapott. Új-Zélandon hasonlóan a dal a 39. helyen jelent meg a kislemezlistán, és néhány hét múlva a 14. helyig jutott. A Recorded Music NZ (RMNZ) ötszörös platina minősítést adott neki, mivel több mint 150 000 darabot adtak el belőle az országban.
Az Always Remember Us This Way 2018. október 12-én 11 029 darabos eladással a 39. helyen került a brit kislemezlistán. A listán töltött harmadik hétre a szám feljebb lépett, és a 25. helyig jutott, miközben 16 815 darabot adtak el belőle, így tizenegy héten keresztül volt jelen a Top 100-ban. 2025 februárjáig a dalból 1,6 millió példányt adtak el az Egyesült Királyságban, 189 millió streameléssel, és a Brit Hanglemezgyártók Szövetsége (BPI) dupla platina minősítést adott neki.
Írországban a dal a harmadik héten a harmadik helyig jutott a slágerlistán. Ugyanezen a héten az első kislemezdal, a Shallow tartotta az ír kislemezlista első helyét, míg az albumról származó I’ll Never Love Again szintén a Top 10-be került. Az Always Remember Us This Way Skóciában, Svédországban és Svájcban is a top tízbe került, az utóbbi kettőben ugyanazon a héten.

## Élő előadások

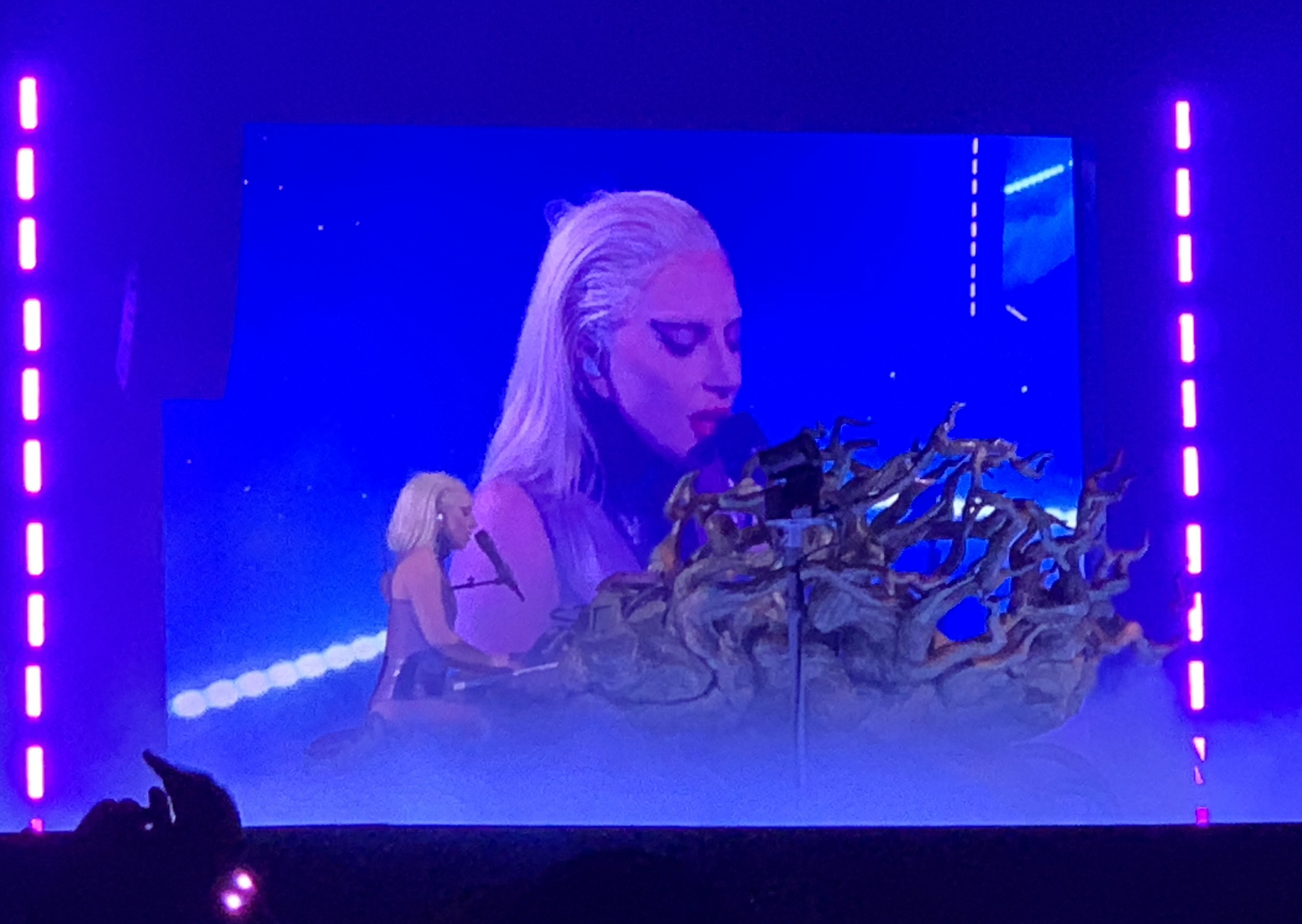
Gaga az Always Remember Us This Way előadása alatt a The Chromatica Ball turnén

2022-ben Gaga előadta a dalt a The Chromatica Ball elnevezésű stadionturnéján, miközben a zongorán játszott, amely egy tövisekből álló szobor belsejében volt elhelyezve. Az előadást Lauren O’Neill az i-től „gyönyörűnek” és Michael Cragg a The Guardian-tól „csodálatosnak” nevezte. A koncertet értékelve Bob Gendron a Chicago Tribune-tól úgy vélekedett, hogy „az Always Remember Us This Way és a The Edge of Glory balladisztikus előadásai Gaga egy másik arcát mutatták meg: a rejtőzködő gospelénekesét”.
A turné East Rutherford-i (New Jersey) állomásán Gaga a dalt barátjának/gyakori zenésztársának, Tony Bennettnek ajánlotta, és a dal vége felé egy emlékeztetőt is beiktatott, hogy „legyünk kedvesek azokhoz, akik mentális egészséggel küzdenek”. A houstoni Minute Maid Parkban pedig houstoni születésű barátnőjének, Sonja Durhamnek ajánlotta a dalt, aki évekkel korábban rákban hunyt el. Gaga 2025. január 30-án előadta a dalt a kaliforniai Inglewoodban található Intuit Dome-ban a FireAid szervezésében, hogy támogassa a 2025. januári dél-kaliforniai erdőtüzek utáni mentési munkálatokat.

## Közreműködők és menedzsment

### Menedzsment
- Sony/ATV Songs LLC / Happygowrucke/Creative Pulse Music/These Are Pulse Songs (BMI). These Are Pulse Songs, BIRB Music (ASCAP).
- BMG Rights Management (US) LLC, Maps And Records Music/Creative Pulse Music (BMI).
- These Are Pulse Songs, Warner-Barham Music LLC (BMI) admin. by Songs of Universal (BMI) Warner-Olive Music LLC (ASCAP) admin. by Universal Music Corp. (ASCAP).
- Felvételek: Coachella Fesztivál és EastWest Studios (Los Angeles, Kalifornia)
- Hangkeverés: Electric Lady Studios (New York City)
- Maszterelés: Sterling Sound Studios (New York City)

### Közreműködők
| - Lady Gaga – dalszerzés, producer, vokál, zongora - Natalie Hemby – dalszerzés - Hillary Lindsey – dalszerzés - Lori McKenna – dalszerzés - Dave Cobb – producer - Gena Johnson – felvételek - Eddie Spear – felvételek - Bo Bodnar – felvételi asszisztens | - Benjamin Rice – további felvételek - Tom Elmhirst – hangkeverés - Brandon Bost – hangmérnök - Randy Merrill – maszterelés - Chris Powell – dobok - Brian Allen – basszusgitár - Maestro Lightford – billentyűs hangszerek - LeRoy Powell – pedal steel gitár |

A közreműködők listája az A Star Is Born albumon található CD füzetkében található.

## Slágerlistás helyezések
| Lista (2018–2019)                           | Legjobb helyezés |
| ------------------------------------------- | ---------------- |
| Ausztrália (ARIA)                           | 12               |
| Ausztria (Ö3 Austria Top 40)                | 25               |
| Belgium (Ultratop 50 Flanders)              | 10               |
| Belgium (Ultratop 50 Wallonia)              | 5                |
| Kanada (Canadian Hot 100)                   | 26               |
| Csehország (Rádio Top 100)                  | 20               |
| Csehország (Singles Digitál Top 100)        | 17               |
| Dánia (Tracklisten)                         | 13               |
| Észtország (IFPI)                           | 19               |
| Euro Digital Songs (Billboard)              | 5                |
| Finnország Airplay (Radiosoittolista)       | 7                |
| Franciaország (SNEP)                        | 18               |
| Németország (Media Control Charts)          | 84               |
| Görögország digitális dalok (IFPI Greece)   | 21               |
| Magyarország (Rádiós Top 40)                | 25               |
| Magyarország (Single Top 40)                | 2                |
| Magyarország (Stream Top 40)                | 18               |
| Izland (Tonlist)                            | 1                |
| Írország (IRMA)                             | 3                |
| Olaszország (FIMI)                          | 41               |
| Litvánia (AGATA)                            | 11               |
| Luxemburg digitális dalok (Billboard)       | 2                |
| Malajzia (RIM)                              | 16               |
| Hollandia (Top 40)                          | 16               |
| Hollandia (Single Top 100)                  | 30               |
| Új-Zéland (Recorded Music NZ)               | 14               |
| Norvégia (VG-lista)                         | 7                |
| Portugália (AFP Top 100 Singles)            | 10               |
| Skócia (Scottish Singles Top 40)            | 4                |
| Szingapúr (RIAS)                            | 29               |
| Szlovákia (Rádio Top 100)                   | 8                |
| Szlovákia (Singles Digitál Top 100)         | 4                |
| Dél-Korea Nemzetközi digitális dalok (Gaon) | 52               |
| Spanyolország (PROMUSICAE)                  | 91               |
| Svédország (Sverigetopplistan)              | 10               |
| Svájc (Schweizer Hitparade)                 | 7                |
| Svájc (Media Control Romandy)               | 1                |
| Egyesült Királyság (UK Singles Chart)       | 25               |
| US Billboard Hot 100                        | 41               |

| Lista (2018)                 | Helyezés |
| ---------------------------- | -------- |
| Magyarország (Single Top 40) | 36       |

| Lista (2019)                      | Helyezés |
| --------------------------------- | -------- |
| Ausztrália (ARIA)                 | 98       |
| Belgium (Ultratop Flanders)       | 20       |
| Belgium (Ultratop Wallonia)       | 13       |
| Dánia (Tracklisten)               | 32       |
| Franciaország (SNEP)              | 32       |
| Magyarország (Single Top 40)      | 12       |
| Izland (Plötutíðindi)             | 4        |
| Hollandia (Dutch Top 40)          | 56       |
| Hollandia (Single Top 100)        | 76       |
| Új-Zéland (Recorded Music NZ)     | 36       |
| Norvégia (VG-lista)               | 12       |
| Portugália (AFP)                  | 60       |
| Svédország (Sverigetopplistan)    | 25       |
| Svájc (Schweizer Hitparade)       | 12       |
| US Digital Song Sales (Billboard) | 32       |

## Minősítések és eladási adatok
| Régió | Minősítés  | Eladott példányszám |
| --- | ---------- | ------------------- |
| Ausztrália (ARIA) | 7× platina | 490 000‡            |
| Ausztria (IFPI Austria)                                                                                                 | 2× platina | 60 000‡             |
| Belgium (BEA) | platina    | 40 000‡             |
| Brazília (Pro-Música Brasil)                                                                                            | 4× gyémánt | 640 000‡            |
| Dánia (IFPI Denmark) | 2× platina | 180 000‡            |
| Franciaország (SNEP) | gyémánt    | 333 333‡            |
| Olaszország (FIMI) | 2× platina | 200 000‡            |
| Új-Zéland (RMNZ) | 6× platina | 180 000‡            |
| Németország (BVMI) | arany      | 200 000‡            |
| Norvégia (IFPI Norway)                                                                                                  | 4× platina | 240 000‡            |
| Lengyelország (ZPAV) | gyémánt    | 100 000‡            |
| Portugália (AFP) | 2× platina | 20 000‡             |
| Spanyolország (PROMUSICAE)                                                                                              | 3× platina | 180 000‡            |
| Svájc(IFPI Switzerland)                                                                                                 | arany      | 10 000‡             |
| Egyesült Királyság (BPI)                                                                                                | 2× platina | 1 200 000‡          |
| Egyesült Államok (RIAA)                                                                                                 | platina    | 1 000 000‡          |
| Streaming |            |                     |
| Svédország (GLF) | 3× platina | 24 000 000†         |
| ‡ Eladási+streaming példányszámok kizárólag a minősítés alapján. † Csak streaming számok kizárólag a minősítés alapján. |            |                     |

## Megjelenési történet
| Régió         | Dátum            | Formátum          | Kiadó                 | Forr.   |
| ------------- | ---------------- | ----------------- | --------------------- | ------- |
| Olaszország   | 2019. január 4.  | Rádiós megjelenés | Universal Music Group | [ 113 ] |
| Franciaország | 2019. január 18. | Rádiós megjelenés | Universal Music Group | [ 114 ] |

## Fordítás
- Ez a szócikk részben vagy egészben  az   Always Remember Us This Way) című angol Wikipédia-szócikk fordításán alapul.  Az eredeti cikk szerkesztőit annak laptörténete sorolja fel. Ez a jelzés csupán a megfogalmazás eredetét és a szerzői jogokat jelzi, nem szolgál a cikkben szereplő információk forrásmegjelöléseként.